# Paul Rabinow

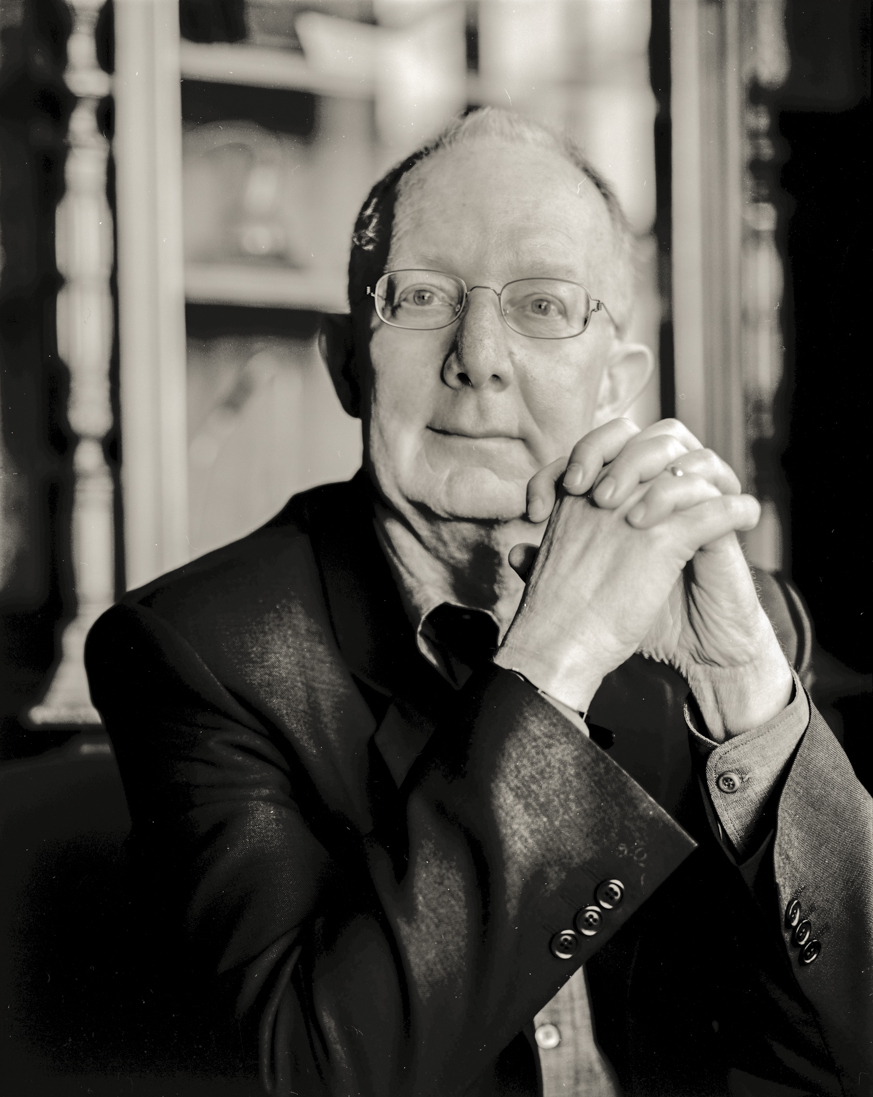
Paul Rabinow (2002)

Paul Rabinow (* 21. Juni 1944; † 6. April 2021) war ein US-amerikanischer Anthropologe. Er war Inhaber des Lehrstuhls für Sozial- und Kulturanthropologie an der University of California, Berkeley und Director of the Anthropology of the Contemporary Research Collaboratory (ARC) sowie Director of Human Practices for the Synthetic Biology Engineering Research Center (SynBERC). Außerhalb der anthropologischen Disziplin wurde Rabinow vor allem durch seine Arbeiten über den französischen Philosophen Michel Foucault bekannt.
Zu Rabinows einflussreichsten Arbeiten gehören Michel Foucault. Jenseits von Strukturalismus und Hermeneutik (mit Hubert Dreyfus, 1983, deutsch 1987), Anthropologie der Vernunft. Studien zu Wissenschaft und Lebensführung (1997, deutsch 2004), Anthropos Today. Reflections on Modern Equipment (2003) und Marking Time: On the Anthropology of the Contemporary (2007).

## Leben
Paul Rabinow studierte Anthropologie an der University of Chicago, an der er 1970 promoviert wurde. Auf Einladung von Clifford Geertz, der ab 1963 in der marokkanischen Kleinstadt Sefrou Feldforschung betrieb, untersuchte Rabinow 1968–69 im nahegelegenen Dorf Sidi Lahcen Lyusi die Sufi-Bruderschaft des gleichnamigen islamischen Lokalheiligen aus dem 17. Jahrhundert. 1974 erhielt er eine außerordentliche Professur an der City University of New York, ab 1983 war er ordentlicher Professor für Anthropologie an der University of California, Berkeley. Er war außerdem Träger zahlreicher internationaler akademischer Ehren und Gastprofessuren. Rabinow starb im April 2021 im Alter von 76 Jahren.

## Werk
Zentral im Werk Paul Rabinows ist seine Definition von Anthropologie als anthropos + logos. Dieser Definition zufolge ist es die Aufgabe der Anthropologie zu untersuchen, wie sich die wechselseitig produktiven Beziehungen zwischen Wissen, Denken und Sorgfalt innerhalb von veränderlichen Machtbeziehungen formieren. Seit etwa 2007 verfolgte Rabinow einen von ihm entwickelten Ansatz, den er Anthropologie des Zeitgenössischen nennt und der dem Problem Rechnung tragen soll, dass auch die Gegenwart zur Vergangenheit wird.
Bekannt war Rabinow für die Begriffsarbeit unter dem Einfluss von französischen, deutschen und amerikanischen Denktraditionen. Er war ein wichtiger Gesprächspartner Michel Foucaults, dessen Werk er herausgegeben, interpretiert und auch auf neue Gebiete übertragen bzw. aktualisiert hat.
In seinen Arbeiten beschäftigte sich Rabinow stets damit, neue Formen des Forschens, Schreibens und einer Ethik für die Humanwissenschaften zu entwickeln und zu praktizieren. Die gegenwärtig vorherrschenden Praktiken von Wissensproduktion, Institutionen und auch Orte für das Verstehen humanwissenschaftlicher Probleme des 21. Jahrhunderts seien, so Rabinow, institutionell und epistemologisch unzureichend. Rabinow entwickelte deshalb Methoden des Experimentierens und der Zusammenarbeit, die aus Begriffsarbeit und fallbezogener Forschung bestanden.

### Begriffsarbeit
Rabinows Begriffsarbeit unterscheidet sich von der in den Sozialwissenschaften weiter verbreiteten Arbeitsweise, die abstrakte Theorien oder philosophische Theoreme an konkreten Beispielen testet. Stattdessen wollte Rabinow – ähnlich wie die deutsche Begriffsgeschichte – sich seinen Forschungsgegenständen über die Begriffe nähern, die sie beschreiben. Begriffsarbeit öffne die Forschung für und stoße sie auf konkrete Merkmale bestimmter Fälle, wohingegen zeitlose oder universale Theorien Besonderheiten und Singularitäten aus dem Blick verlören. Unter Begriffsarbeit versteht Rabinow das Konstruieren, Ausarbeiten und Testen eines begrifflichen Inventars ebenso wie die Spezifizierung von und das Experimentieren mit multi-dimensionalen diagnostischen und analytischen Rahmen. In dieser Hinsicht führt Rabinows Werk eine sozialwissenschaftliche Tradition von Max Weber bis Clifford Geertz mit Anpassungen an seinen Gegenstand fort.
Rabinow betonte, dass Begriffe Werkzeuge sind, die für bestimmte Problemstellungen entwickelt werden und auf die Produktion von pragmatischen Ergebnissen sowohl analytischer als auch ethischer Art geeicht sind. Als solche müssten Begriffe an die verschiedenen Strukturen von Problemfeldern angepasst werden. Begriffsarbeit enthält archäologische, genealogische und diagnostische Dimensionen. Auf dem Gebiet der Archäologie umfasst Begriffsarbeit das Untersuchen und Bestimmen von Begriffen als Teil eines früheren Diskurses.
Genealogische Begriffsarbeit befreie die Begriffe aus ihrem Erscheinungsfeld, indem sie die kontingente Geschichte ihrer Selektion und Entstehung aufzeigt, ebenso wie ihre potentielle zeitgenössische Bedeutung. Die diagnostische Begriffsarbeit hat eine Funktion der Kritik: Sie testet die Eignung eines Begriffes oder eines Begriffsrepertoires für neue Probleme und Zwecke.

### Anthropologie des Zeitgenössischen
Als Untersuchungsmethode grenzte Rabinow die Anthropologie des Zeitgenössischen von Foucaults Geschichte der Gegenwart ab. Diese Geschichte der Gegenwart, so Rabinow, besteht darin ein Verständnis der Vergangenheit als ein Mittel zu formulieren, das die Kontingenz der Gegenwart zeigt, und somit zu einer offeneren Zukunft beizutragen. Rabinow definierte das Zeitgenössische als eine (Wieder-)Ansammlung sowohl alter als auch neuer Elemente und ihrer Interaktionen und Berührungsflächen. Das bedeutet, dass zeitgenössische Forschungsfragen und -gegenstände emergent und somit kontingent sind.
Diese Emergenz bezeichnet einen Zustand, in dem sich verschiedene Elemente mischen und ein Gefüge produzieren, dessen Bedeutung nicht auf vorherige Elemente und Beziehungen reduziert werden kann (sie ist also mehr als die Summe ihrer Teile). Daraus folgt, dass die Geschichte der Gegenwart das per definitionem kontingente Zeitgenössische nicht adäquat beschreiben kann.
Das Zeitgenössische bezeichnete Rabinow als einen zeitlichen und ontologischen Problemraum. In Marking Time (2007) unterscheidet er zwei verschiedene Bedeutungen des Zeitgenössischen. Erstens bedeutet zeitgenössisch sein zugleich als etwas anderes zu existieren. Diese Bedeutung hat zeitliche, aber keine historischen Konnotationen. Der zweiten Bedeutung des Zeitgenössischen eignen jedoch sowohl zeitliche als auch historische Dimensionen und diese Bedeutung ist es, die eine große Rolle in Rabinows Arbeit spielte. Er begriff das Zeitgenössische als „bewegliches Verhältnis“ ("moving ratio"). So wie „das Moderne“ als ein bewegliches Verhältnis zwischen Tradition und Modernität verstanden werden kann, so ist das Zeitgenössische ein bewegliches Verhältnis zwischen Modernität, das sich durch die jüngere Vergangenheit und nahe Zukunft in einem (nicht linearen) Raum bewegt („a moving ratio of modernity, moving through the recent past and near future in a (non-linear) space“).
Als solches besteht die Anthropologie des Zeitgenössischen aus analytischer Arbeit, die hilft, Forschungsansätze für unterdeterminierte, emergente und unstimmige Verhältnisse zu entwerfen. Sie will Methoden, Praktiken und Formen von Erhebungsmöglichkeiten und Narration entwickeln, die den Modus (oder die Modi) des anthropos als Figur und Gefüge beschreiben können.
Untersuchungen im Zeitgenössischen sind sowohl analytisch als auch synthetisch. Sie sind insofern analytisch, als sie Beziehungsgeflechte zerlegen und spezifizieren. Synthetisch sind sie dort, wo sie diese Beziehungen wieder zusammensetzen und ihnen neue Formen geben. In diesem Sinne fällt Arbeit am Zeitgenössischen in ein Gebiet analytischer Betrachtung, die die jüngere Vergangenheit mit der nahen Zukunft und die nahe Zukunft mit der jüngeren Vergangenheit verbindet.

### Anthroposals Problem
Rabinows Arbeit an der Anthropologie des Zeitgenössischen wurde formell bestimmt von seiner Diagnose des anthropos (griech.: „das menschliche Ding“) als ein Problem des Denkens, der Arbeitsgeräte und der Orte, an denen Wissenschaft betrieben wird. Rabinow beschreibt den Menschen (anthropos) als das Wesen, das unter einer großen Zahl heterogener Wahrheiten seiner selbst leidet (Der Mensch als hetero-logoi). Forschungs- und Narrationsmodelle müssten mit Blick auf diese unvermeidliche Tatsache entwickelt werden (the “unnavoidable fact that anthropos is that being who suffers from too many logoi”).
Daraus ergibt sich, dass Denkmodelle nötig sind, die nicht nur neue Möglichkeiten eröffnen, sondern auch Wahrheitsansprüche in Praktiken des ethischen Lebens umformen, um die Frage „Was ist anthropos heute?“ zu stellen. Rabinow meinte, der Mensch brauche heute Möglichkeiten (equipment), logos in ethos umzuwandeln. Michel Foucault hatte darauf hingewiesen, dass im antiken Denken der Imperativ „Erkenn Dich selbst“ mit dem Imperativen der „Sorge um sich“ verbunden war und sich an ihm orientierte. Diesen Gedanken aufgreifend hat Rabinow die Herausforderung formuliert, Arbeitsgeräte (equipment) zu erfinden, die den heutigen ethischen und wissenschaftlichen Problemen Rechnung tragen. Dies wären zeitgenössische Arbeitsgeräte.
Wenn die Herausforderung zeitgenössischer Ausstattung (equipment) ist, Denkmodelle als ethische Praktiken zu entwickeln, umfasst dies auch, die Lokalitäten, an denen solch eine Formierung möglich ist, (wieder) zu entwerfen. Unmittelbar mit der Frage, wie und wo die Zusammenstellung von Equipment erfolgt, befasste sich Rabinow in Synthetic Anthropos (mit Gaymon Bennet, 2009).

### Neue Orte für die Wissenschaft
Rabinow hat sich, anschließend an existierende Universitätsstrukturen, eingehend mit der Entwicklung neue Wissenschaftsorte beschäftigt und die disziplinäre Organisation der Universität und ihre Karrieremuster als große Behinderung des Denkens im 21. Jahrhundert beschrieben. Rabinow forderte flexiblere Wissenschaftsorte für die Sozial- und Geisteswissenschaften, die mit den technischen Entwicklungen Schritt halten können. Möglichkeiten für flexiblere Wissenschaft bietet nach Rabinow das Internet. Er selbst war an der Entwicklung zweier möglicher neuer Wissenschaftsorte beteiligt: Das Anthropology of the Contemporary Research Collaboratory (ARC) und das Synthetic Biology Engineering Research Center (SynBERC).

### Kollektivarbeit
Ein wichtiges Element der Wissenschaftsorte, die Rabinow forderte, ist Kollektivarbeit. Rabinow unterscheidet Kollektivarbeit entschieden von Zusammenarbeit. Zusammenarbeit, so Rabinow, sei abgegrenztes Arbeiten an einzelnen Problemen mit gelegentlichem oder regelmäßigem Austausch.
Zusammenarbeit enthält weder eine gemeinsame Definition von Problemen, noch geteilte Techniken der Lehre. Kollektives Arbeiten hingegen, geht von einer interdependenten Aufteilung von Arbeit an gemeinsamen Problemen aus. Kollektivarbeit ist für Rabinow die angemessene Arbeitsweise für die Anthropologie der Gegenwart.

## Werke (Auswahl)
- Symbolic Domination. Cultural Form and Historical Change in Morocco. University of Chicago Press, Chicago 1975
- Als Ethnologe in Marokko. Piet Meyer Verlag, Bern/Wien, 2020, ISBN 978-3-905799-58-3. 
  - Reflections on Fieldwork in Morocco. University of California Press, Berkeley/Los Angeles/London 1977, ISBN 0-520-25177-6 (Vorschau bei Google Book).
- Michel Foucault. Jenseits von Strukturalismus und Hermeneutik. Athenäum, Frankfurt/Main, 1987, ISBN 3-89547-050-3. Orig. 1983 (hrsg. mit Hubert Dreyfus).
- Anthropologie der Vernunft: Studien zu Wissenschaft und Lebensführung. Suhrkamp, Frankfurt/Main, 2004, ISBN 3-518-29246-3. Orig. 1997.
- Was ist Anthropologie? Suhrkamp, Frankfurt/Main, 2004, ISBN 3-518-29287-0. Orig. 2003.
- Marking Time. On the Anthropology of the Contemporary. Princeton University Press, Princeton, 2008, ISBN 0-691-13363-8.